# Scottish League Cup 2018-2019
La Scottish League Cup 2018-19 è stata la 73ª edizione della seconda più prestigiosa competizione ad eliminazione diretta della Scozia, che per ragioni di sponsorizzazione viene chiamata Betfred Cup.
A vincere il trofeo, per la 18ª volta nella propria storia, terza consecutiva, è stato il Celtic che, nella finale del 2 dicembre, ha sconfitto per 1-0 l'Aberdeen.

## Formula
La formula della competizione prevede tre turni ad eliminazione diretta e la finale, successivi ad una prima fase, con 8 gironi all'italiana da 5 squadre. Ogni squadra affronta le altre una sola volta, per un totale di 4 incontri. Si qualificano per la fase successiva le 8 squadre prime classificate e 4 seconde classificate, cui si uniscono le 4 squadre qualificate per le competizioni UEFA. Gli incontri a eliminazione diretta si svolgono in partite di sola andata, in caso di parità si procede con i tempi supplementari ed eventualmente ai tiri di rigore.

### Attribuzione del punto supplementare
Per aumentare lo spettacolo nelle partite della fase a gironi, la SPFL ha deciso, in caso di parità al termine dei tempi regolamentari, che verranno battuti i tiri di rigore: a ciascuna squadra viene comunque attribuito un punto, ma alla squadra che vincerà ai tiri di rigore verrà assegnato un ulteriore punto.

## Calendario
| Turno            | Prima partita              |
| ---------------- | -------------------------- |
| Fase a gironi    | 13 luglio - 29 luglio 2018 |
| 2º turno         | 18 agosto 2018             |
| Quarti di finale | 25 settembre 2018          |
| Semifinali       | 28 ottobre 2018            |
| Finale           | 2 dicembre 2018            |

## Fase a gironi
Il sorteggio della fase a gironi si è svolto il 25 maggio 2018 in diretta su BT Sport 2.

### Girone A
| Squadra        | P.ti | G | V | P | S | RF | RS | DR  |
| -------------- | ---- | - | - | - | - | -- | -- | --- |
| Ross County    | 9    | 4 | 3 | 0 | 1 | 6  | 4  | +2  |
| Arbroath       | 8    | 4 | 2 | 1 | 1 | 9  | 6  | +3  |
| Alloa Athletic | 8    | 4 | 2 | 1 | 1 | 8  | 5  | +3  |
| Dundee Utd     | 5    | 4 | 1 | 2 | 1 | 6  | 3  | +3  |
| Elgin City     | 0    | 4 | 0 | 0 | 4 | 0  | 11 | -11 |

|                | ALL       | ARB       | DUU   | ELG   | ROC   |
| Alloa Athletic |           | 4 - 2     |       |       | 0 - 2 |
| Arbroath       |           |           |       | 2 - 0 | 4 - 1 |
| Dundee Utd     | 4 - 5 (r) | 4 - 6 (r) |       |       |       |
| Elgin City     | 0 - 3     |           | 0 - 4 |       |       |
| Ross County    |           |           | 1 - 0 | 2 - 0 |       |

### Girone B
| Squadra         | P.ti | G | V | P | S | RF | RS | DR |
| --------------- | ---- | - | - | - | - | -- | -- | -- |
| St. Johnstone   | 11   | 4 | 3 | 1 | 0 | 5  | 1  | +4 |
| Falkirk         | 6    | 4 | 2 | 0 | 2 | 4  | 3  | +1 |
| Montrose        | 6    | 4 | 2 | 0 | 2 | 3  | 4  | -1 |
| Forfar Athletic | 5    | 4 | 1 | 1 | 2 | 5  | 7  | -2 |
| East Fife       | 2    | 4 | 0 | 2 | 2 | 2  | 4  | -2 |

|               | EAS       | FAL   | FOR       | MON   | STJ   |
| East Fife     |           | 1 - 2 | 5 - 6 (r) |       |       |
| Falkirk       |           |       | 2 - 0     | 0 - 1 |       |
| Forfar        |           |       |           | 3 - 1 | 1 - 3 |
| Montrose      | 1 - 0     |       |           |       | 0 - 1 |
| St. Johnstone | 5 - 4 (r) | 1 - 0 |           |       |       |

### Girone C
| Squadra      | P.ti | G | V | P | S | RF | RS | DR  |
| ------------ | ---- | - | - | - | - | -- | -- | --- |
| Hearts       | 9    | 4 | 3 | 1 | 0 | 13 | 2  | +11 |
| Inverness    | 9    | 4 | 3 | 0 | 1 | 9  | 8  | +1  |
| Cowdenbeath  | 6    | 4 | 2 | 0 | 2 | 5  | 10 | -5  |
| Cove Rangers | 3    | 4 | 1 | 0 | 3 | 3  | 5  | -2  |
| Raith Rovers | 1    | 4 | 0 | 1 | 3 | 2  | 7  | -5  |

|              | COV   | COW   | HEA       | INV   | RAI   |
| Cove Rangers |       |       | 1 - 2     |       | 2 - 0 |
| Cowdenbeath  | 1 - 0 |       |           | 2 - 5 |       |
| Hearts       |       | 5 - 0 |           | 5 - 0 |       |
| Inverness    | 2 - 0 |       |           |       | 2 - 1 |
| Raith Rovers |       | 0 - 2 | 3 - 5 (r) |       |       |

### Girone D
| Squadra         | P.ti | G | V | P | S | RF | RS | DR  |
| --------------- | ---- | - | - | - | - | -- | -- | --- |
| Dunfermline     | 12   | 4 | 4 | 0 | 0 | 14 | 2  | +12 |
| Dundee          | 9    | 4 | 3 | 0 | 1 | 8  | 1  | +7  |
| Brechin City    | 4    | 4 | 1 | 1 | 2 | 3  | 10 | -7  |
| Stirling Albion | 3    | 4 | 1 | 0 | 3 | 4  | 9  | -5  |
| Peterhead       | 2    | 4 | 0 | 1 | 3 | 0  | 7  | -7  |

|                 | BRE   | DUN   | DUF   | PET       | STI   |
| Brechin City    |       |       | 1 - 7 | 4 - 5 (r) |       |
| Dundee          | 2 - 0 |       | 0 - 1 |           |       |
| Dunfermline     |       |       |       | 3 - 0     | 3 - 1 |
| Peterhead       |       | 0 - 2 |       |           | 0 - 2 |
| Stirling Albion | 1 - 2 | 0 - 4 |       |           |       |

### Girone E
| Squadra         | P.ti | G | V | P | S | RF | RS | DR  |
| --------------- | ---- | - | - | - | - | -- | -- | --- |
| Ayr Utd         | 12   | 4 | 4 | 0 | 0 | 12 | 1  | +11 |
| Partick Thistle | 9    | 4 | 3 | 0 | 1 | 6  | 3  | +3  |
| Morton          | 6    | 4 | 2 | 0 | 2 | 9  | 5  | +4  |
| Stenhousemuir   | 3    | 4 | 1 | 0 | 3 | 4  | 9  | -5  |
| Albion Rovers   | 0    | 4 | 0 | 0 | 4 | 0  | 13 | -13 |

|                 | ALB   | AYR   | MOR   | PAR   | STE   |
| Albion Rovers   |       | 0 - 2 |       | 0 - 2 |       |
| Ayr Utd         |       |       | 3 - 1 |       | 5 - 0 |
| Morton          | 5 - 0 |       |       |       | 2 - 0 |
| Partick Thistle |       | 0 - 2 | 2 - 1 |       |       |
| Stenhousemuir   | 4 - 0 |       |       | 0 - 2 |       |

### Girone F
| Squadra             | P.ti | G | V | P | S | RF | RS | DR  |
| ------------------- | ---- | - | - | - | - | -- | -- | --- |
| Livingston          | 11   | 4 | 3 | 1 | 0 | 5  | 1  | +4  |
| Airdrieonians       | 7    | 4 | 2 | 1 | 1 | 9  | 4  | +5  |
| Hamilton Academical | 6    | 4 | 1 | 2 | 1 | 5  | 2  | +3  |
| Annan Athletic      | 6    | 4 | 2 | 0 | 2 | 6  | 5  | +1  |
| Berwick Rangers     | 0    | 4 | 0 | 0 | 4 | 0  | 13 | -13 |

|                 | AIR       | ANN   | BER   | HAM   | LIV       |
| Airdrieonians   |           | 4 - 1 |       |       | 1 - 2     |
| Annan Athletic  |           |       | 4 - 0 | 1 - 0 |           |
| Berwick Rangers | 0 - 3     |       |       | 0 - 4 |           |
| Hamilton Acad.  | 4 - 1 (r) |       |       |       | 5 - 6 (r) |
| Livingston      |           | 1 - 0 | 2 - 0 |       |           |

### Girone G
| Squadra            | P.ti | G | V | P | S | RF | RS | DR |
| ------------------ | ---- | - | - | - | - | -- | -- | -- |
| Motherwell         | 10   | 4 | 3 | 1 | 0 | 11 | 2  | +9 |
| Queen of the South | 9    | 4 | 3 | 0 | 1 | 12 | 5  | +7 |
| Edinburgh          | 5    | 4 | 1 | 1 | 2 | 5  | 12 | -7 |
| Clyde              | 4    | 4 | 1 | 1 | 2 | 5  | 8  | -3 |
| Stranraer          | 2    | 4 | 0 | 1 | 3 | 7  | 13 | -6 |

|                    | CLY   | EDI       | MOT       | QUE   | STR   |
| Clyde              |       | 2 - 5 (r) | 1 - 3     |       |       |
| Edinburgh City     |       |           |           | 0 - 4 | 4 - 2 |
| Motherwell         |       | 5 - 0     |           | 2 - 0 |       |
| Queen of the South | 3 - 0 |           |           |       | 5 - 3 |
| Stranraer          | 1 - 3 |           | 4 - 3 (r) |       |       |

### Girone H
| Squadra      | P.ti | G | V | P | S | RF | RS | DR |
| ------------ | ---- | - | - | - | - | -- | -- | -- |
| Kilmarnock   | 10   | 4 | 3 | 1 | 0 | 9  | 2  | +7 |
| St. Mirren   | 9    | 4 | 1 | 3 | 0 | 8  | 2  | +6 |
| Dumbarton    | 5    | 4 | 1 | 1 | 2 | 3  | 10 | -7 |
| Queen's Park | 4    | 4 | 1 | 1 | 2 | 2  | 4  | -2 |
| Spartans     | 2    | 4 | 0 | 2 | 2 | 3  | 7  | -4 |

|              | DUM       | KIL   | QUE   | SPA       | STM       |
| Dumbarton    |           | 2 - 4 | 1 - 0 |           |           |
| Kilmarnock   |           |       | 2 - 0 |           | 2 - 3 (r) |
| Queen's Park |           |       |       | 2 - 1     | 4 - 5 (r) |
| Spartans     | 3 - 4 (r) | 0 - 3 |       |           |           |
| St. Mirren   | 6 - 0     |       |       | 7 - 5 (r) |           |

### Migliori seconde classificate
Le migliori 4 squadre seconde classificate accedono al secondo turno della competizione.
| Pos. | Squadra            | Pt | G | V | N | P | GF | GS | DR |
| ---- | ------------------ | -- | - | - | - | - | -- | -- | -- |
| G    | Queen of the South | 9  | 4 | 3 | 0 | 1 | 12 | 5  | +7 |
| D    | Dundee             | 9  | 4 | 3 | 0 | 1 | 8  | 1  | +7 |
| H    | St. Mirren         | 9  | 4 | 2 | 2 | 0 | 8  | 2  | +6 |
| E    | Partick Thistle    | 9  | 4 | 3 | 0 | 1 | 6  | 3  | +3 |
| C    | Inverness          | 9  | 4 | 3 | 0 | 1 | 9  | 8  | +1 |
| A    | Arbroath           | 8  | 4 | 2 | 1 | 1 | 9  | 6  | +3 |
| F    | Airdrieonians      | 7  | 4 | 2 | 1 | 1 | 9  | 4  | +5 |
| B    | Falkirk            | 6  | 4 | 2 | 0 | 2 | 4  | 3  | +1 |

## Secondo turno
Prendono parte a questo turno le prime classificate dei gironi e le quattro migliori seconde. Le quattro squadre qualificate alle competizioni UEFA entrano nella competizione in questo turno. Il sorteggio è avvenuto il 29 luglio 2018 al Tynecastle Stadium, subito dopo l'incontro tra Hearts e Inverness.
In grassetto le squadre che entrano in questo turno.
| Teste di serie | Non teste di serie |
| -------------- | ------------------ |
| Aberdeen       | Dundee             |
| Ayr Utd        | Hearts             |
| Celtic         | Kilmarnock         |
| Dunfermline    | Motherwell         |
| Hibernian      | Partick Thistle    |
| Livingston     | Queen of the South |
| Rangers        | Ross County        |
| St. Johnstone  | St. Mirren         |

### Risultati
| Squadra 1          | Risultato   | Squadra 2     |
| ------------------ | ----------- | ------------- |
| 18 agosto 2018     |             |               |
| Partick Thistle    | 1 – 3       | Celtic        |
| Aberdeen           | 4 – 0       | St. Mirren    |
| Dundee             | 0 – 3       | Ayr Utd       |
| Dunfermline        | 0 – 1       | Hearts        |
| Livingston         | 0 – 1       | Motherwell    |
| Queen of the South | 2 – 4 (dts) | St. Johnstone |
| 19 agosto 2018     |             |               |
| Kilmarnock         | 1 – 3       | Rangers       |
| Hibernian          | 3 – 2       | Ross County   |

## Quarti di finale
| Squadra 1         | Risultato       | Squadra 2  |
| ----------------- | --------------- | ---------- |
| 25 settembre 2018 |                 |            |
| Hibernian         | 0 – 0 (5-6 dtr) | Aberdeen   |
| 26 settembre 2018 |                 |            |
| Hearts            | 4 – 2           | Motherwell |
| Rangers           | 4 – 0           | Ayr Utd    |
| St. Johnstone     | 0 – 1           | Celtic     |

## Semifinali
| Squadra 1       | Risultato | Squadra 2 |
| --------------- | --------- | --------- |
| 28 ottobre 2018 |           |           |
| Hearts          | 0 – 3     | Celtic    |
| Aberdeen        | 1 – 0     | Rangers   |

## Finale
| Arbitro: | Andrew Dallas |

|                |           |  |
| Christie 45+5’ | Marcatori |  |